# Yauyos (tỉnh)
Tỉnh Yauyos (tiếng Tây Ban Nha: Provincia de Yauyos) là một tỉnh thuộc vùng Lima của Peru. Tỉnh Yauyos có diện tích 6902 km², dân số thời điểm theo điều tra dân số ngày 11 tháng 7 năm 1993 là 27746 người. Tỉnh lỵ đóng ở Yauyos.